# Macrodorcas vernicata
Macrodorcas vernicata es una especie de coleóptero de la familia Lucanidae.
Habita en Tailandia y en Meghalaya en la  (India). Presenta las siguientes subespecies: M. v. itoi y 
M. v. vernicata